# イバン・パランコ・サンチアゴ
イバン・パランコ・サンチアゴ（Ivan Palanco SANTIAGO、1980年1月12日 - ）は、スペイン・カタルーニャ州出身のサッカー指導者。

## 来歴
膝の怪我などもあってプロにはなれず、真剣にサッカーに取り組んだのは18歳まで。バルセロナ自治大学に進学し、スポーツ科学を学んだ。
2008年からFCバルセロナのスクールコーチを務める。2009年からは新設されたFCバルセロナスクール福岡校のテクニカルダイレクターに就任し来日。2012年に退任した。
2012年から2013年の間、ヨハン・クライフ国際大学の講師を務めた。その後2013年からはタイ・プレミアリーグ・ラーチャブリーFCのヘッドコーチと監督を務める。
2014年の夏にミゲル・アンヘル・ロティーナが監督に就任するカタール・スターズリーグ・アル・シャハニアSCのヘッドコーチに就任した。
2017年からロティーナがJ2・東京ヴェルディの監督に就任したことに伴い東京Vのコーチに就任した。2018年シーズン終了後に東京Vのコーチを退任した。
2019年からロティーナがJ1・セレッソ大阪の監督に就任したことに伴いC大阪のヘッドコーチに就任した。
2021年からロティーナがJ1・清水エスパルスの監督に就任したことに伴い清水のヘッドコーチに就任した。同年11月4日、ロティーナの契約解除によりイバン・パランコとの契約も解除された。
2022年4月からロティーナがJ1・ヴィッセル神戸の監督に就任したことに伴い神戸のヘッドコーチに就任した。

## エピソード
- FCバルセロナスクール福岡校のテクニカルダイレクターを務めた期間中の在籍メンバーに冨安健洋がいる。
- ロティーナがアル・シャハニアSCの監督に就任する際、当て込んでいたコーチが「カタールに行きたくない」とドタキャンしたため、イバンに声がかかった[1]。

## 指導歴
- 2008年 - 2012年  FCバルセロナ
  - 2008年 - 2009年 スクール コーチ
  - 2009年 - 2012年  スクール福岡校 テクニカルディレクター
- 2012年 - 2013年 ヨハン・クライフ国際大学　講師
- 2013年  ラーチャブリーFC
  - 2013年 ヘッドコーチ
  - 2013年 監督
- 2014年 - 2015年  アル・シャハニアSC ヘッドコーチ
- 2017年 - 2018年  東京ヴェルディ コーチ
- 2019年 - 2020年  セレッソ大阪 ヘッドコーチ
- 2021年 - 同年11月  清水エスパルス ヘッドコーチ
- 2022年4月 -  ヴィッセル神戸 ヘッドコーチ

## 資格
- UEFA PROライセンス（英語版）